# Becut siberià
El becut siberià (Numenius madagascariensis) és un becut, per tant un ocell de la família dels escolopàcids (Scolopacidae). En estiu habita zones humides de l'est i sud-est de Sibèria, nord de Mongòlia i de Manxúria. En hivern habita les costes des del Japó i Xina oriental, per Filipines i Indonèsia, fins a Austràlia i Nova Zelanda.